# Verrières, Vienne
Verrières là một xã, tọa lạc ở tỉnh Vienne trong vùng Nouvelle-Aquitaine, Pháp. Xã này có diện tích 19,58 km², dân số năm 2006 là 869 người. Xã nằm ở khu vực có độ cao trung bình 110 m trên mực nước biển.

## Biến động dân số
| 1962                                         | 1968 | 1975 | 1982 | 1990 | 2006 | 2006 |
| -------------------------------------------- | ---- | ---- | ---- | ---- | ---- | ---- |
| 735                                          | 777  | 704  | 714  | 687  | 799  | 869  |
| Số liệu từ năm 1962: Dân số không tính trùng |      |      |      |      |      |      |